# Alpino (cacciatorpediniere 1939)
L’Alpino è stato un cacciatorpediniere della Regia Marina.

## Storia
Dopo un breve periodo di assegnazione alla XII Squadriglia Cacciatorpediniere nel 1939, all'inizio della seconda guerra mondiale faceva parte della XIII Squadriglia Cacciatorpediniere, che formava insieme ai gemelli Bersagliere, Granatiere, Fuciliere.
Il 7 luglio 1940, alle 12:35, lasciò Palermo insieme alle unità sezionarie ed alla VII Divisione incrociatori (Eugenio di Savoia, Duca d’Aosta, Attendolo e Montecuccoli), congiungendosi poi con il resto della II Squadra Navale (incrociatore pesante Pola, Divisioni incrociatori I, II e III per un totale di 7 unità e squadriglie cacciatorpediniere IX, X, XI e XII) che, dopo aver funto da forza di appoggio ad un'operazione di convogliamento per la Libia, si unì alla I Squadra e partecipò alla battaglia di Punta Stilo del 9 luglio; tuttavia la VII Divisione (e con essa la XIII Squadriglia) si congiunse in ritardo con il resto della formazione italiana, a scontro già in corso, avendo così un ruolo solo marginale nella battaglia.
Intorno a mezzogiorno del 27 novembre salpò da Napoli insieme alle corazzate Giulio Cesare e Vittorio Veneto, al resto della XIII Squadriglia ed alla VII Squadriglia Cacciatorpediniere (Freccia, Dardo, Saetta), prendendo poi parte all'inconclusiva battaglia di capo Teulada.
L'8 febbraio 1941 salpò da La Spezia insieme alle altre unità della XIII Squadriglia, alla X Squadriglia (Maestrale, Grecale, Libeccio, Scirocco) e alle corazzate Vittorio Veneto, Cesare e Doria per intercettare la formazione britannica diretta a Genova per bombardare tale città; l'indomani la squadra italiana si congiunse alla III Divisione incrociatori (Trento, Trieste, Bolzano) che con i cacciatorpediniere Carabiniere e Corazziere era partita da Messina, ma non riuscì né ad impedire il bombardamento, né ad individuare le navi inglesi.
Nella mattina del 27 marzo rimpiazzò, con il resto della XIII Squadriglia, la X Squadriglia (Maestrale, Grecale, Libeccio, Scirocco) nella scorta della corazzata Vittorio Veneto, che con varie altre unità – Divisioni incrociatori I (Zara, Pola, Fiume), III (Trento, Trieste, Bolzano) e VIII (Garibaldi e Duca degli Abruzzi), Squadriglie cacciatorpediniere IX (Alfieri, Oriani, Gioberti, Carducci), XVI (Da Recco, Pessagno), XII (Corazziere, Carabiniere, Ascari) – destinata a partecipare all'operazione «Gaudo», poi sfociata nella disastrosa battaglia di Capo Matapan, conclusasi con la perdita di tutta la I Divisione e dei cacciatorpediniere Alfieri e Carducci. Durante tale battaglia le navi della XIII Squadriglia scortarono la Vittorio Veneto, danneggiata da un aerosilurante, difendendola con il proprio fuoco contraereo.
L'11 maggio fece di nuovo parte della scorta indiretta, insieme agli incrociatori leggeri Bande Nere, Cadorna, Duca degli Abruzzi e Garibaldi ed ai cacciatorpediniere Bersagliere, Fuciliere, Scirocco, Maestrale, Da Recco, Pancaldo, Pessagno ed Usodimare, ad un convoglio formato dai mercantili Preussen, Wachtfels, Ernesto, Tembien, Giulia e Col di Lana e che fruiva della scorta diretta dei cacciatorpediniere Dardo, Aviere, Geniere, Grecale e Camicia Nera: salpate da Napoli, le navi giunsero a Tripoli il 14.
Dal 19 al 21 maggio, funse da scorta indiretta, insieme agli incrociatori Duca degli Abruzzi e Garibaldi ed ai cacciatorpediniere Granatiere e Bersagliere, ad un convoglio per Tripoli (mercantili Preussen, Sparta, Capo Orso, Castelverde e Motia, navi cisterna Panuco e Superga, cacciatorpediniere Euro, Folgore, Fulmine, Strale e Turbine); il convoglio giunse a destinazione senza perdite, nonostante alcuni attacchi subacquei: il 20 maggio l’Alpino stesso fu bersaglio di un attacco condotto dal sommergibile HMS Urge in posizione 35°42' N e 12°24' E, ma riuscì ad evitare le armi.
Il 3 giugno prese il mare da Palermo per far parte, insieme a Granatiere, Fuciliere e Bersagliere ed agli incrociatori Duca degli Abruzzi e Garibaldi, della scorta indiretta del convoglio «Aquitania» (mercantili Aquitania, Caffaro, Nirvo, Montello, Beatrice Costa e la nave cisterna Pozarica, in rotta Napoli-Tripoli con la scorta dei cacciatorpediniere Dardo, Aviere, Geniere e Camicia Nera e della torpediniera Missori); il 4 giugno, mentre le navi si trovavano ad una ventina di miglia dalle Isole Kerkenna, furono attaccate da aerei che colpirono il Montello, che esplose senza lasciare superstiti, e la Beatrice Costa, che, irrimediabilmente danneggiata, dovette essere abbandonata ed affondata dal Camicia Nera.
Il 14 luglio scortò da Tripoli a Napoli, insieme ai cacciatorpediniere Malocello e Fuciliere ed alle torpediniere Orsa, Procione e Pegaso, i trasporti Rialto, Andrea Gritti, Sebastiano Venier, Barbarigo ed Ankara: il sommergibile britannico P 33 silurò ed affondò il Barbarigo in posizione 36°27' N e 11°54' E, venendo poi gravemente danneggiato dalla reazione della scorta, mentre il resto del convoglio giunse a Napoli il 16.
Il 21 luglio prese il mare insieme al gemello Fuciliere e si aggregò alla scorta di un convoglio – piroscafi Maddalena Odero, Nicolò Odero, Caffaro e Preussen scortati dai cacciatorpediniere Folgore, Euro, Saetta e Fulmine, cui poi si aggiunsero la nave cisterna Brarena e la torpediniera Pallade provenienti rispettivamente da Palermo e Tripoli – diretto a Tripoli: il 22 il convoglio fu assalito da aerosiluranti Swordifsh dell'830° Squadron che affondarono il Preussen e la Brarena.
Tra il 30 luglio ed il 1º agosto, temporaneamente inquadrato nella XII Squadriglia (Lanciere, Carabiniere, Corazziere) fornì scorta indiretta – insieme alle unità sezionarie, agli incrociatori Pola, Zara, Fiume, Gorizia, Trento, da Barbiano, Alberto di Giussano, Eugenio di Savoia, Duca degli Abruzzi, Attendolo, Montecuccoli ed alle Squadriglie Cacciatorpediniere IX, XIII e XV per un totale di 11 unità – a due convogli per la Libia, che videro in mare complessivamente 10 mercantili, 4 cacciatorpediniere e 12 torpediniere.
L'8 ottobre, alle 22:20, salpò da Napoli per scortare in Libia, insieme a Granatiere, Fuciliere e Bersagliere (sui poi si aggiunse la vecchia torpediniera Cascino proveniente da Trapani), il convoglio «Giulia», composto dalla nave cisterna Proserpina e dai trasporti Giulia, Bainsizza, Nirvo, Zena e Casaregis; il Bainsizza ed il Nirvo, colti da avarie, dovettero però riparare a Trapani mentre il 12 ottobre, alle 22.25, aerosiluranti inglesi dell'830° Squadron attaccarono il convoglio ed affondarono lo Zena ed il Casaregis (rispettivamente in 34°52' N e 12°22' E e 34°10' N e 12°38' E): il convoglio «Giulia» fu il primo convoglio a cadere vittima delle decrittazioni operate dall'organizzazione Ultra.
Nella mattinata dell'8 novembre 1941 l’Alpino salpò da Messina insieme alla III Divisione (Trento e Trieste) ed a Granatiere, Fuciliere e Bersagliere per fungere da scorta indiretta del convoglio «Duisburg»: tale convoglio, formato dai trasporti Duisburg, San Marco, Sagitta, Maria, Rina Corrado, Conte di Misurata e Minatitlan (con a bordo in tutto 34.473 t di rifornimenti, 389 automezzi, 243 uomini) era diretto a Tripoli con la scorta dei cacciatorpediniere Maestrale, Grecale, Libeccio, Fulmine, Euro ed Alfredo Oriani. Nella notte successiva il convoglio fu attaccato e distrutto dalla "Force K" britannica (incrociatori leggeri Aurora e Penelope e cacciatorpediniere Lance e Lively): vennero affondati tutti i mercantili e il Fulmine, mentre il Grecale riportò gravi danni.  L’Alpino non ebbe alcuna parte nel combattimento e, al termine di questo, non poté che partecipare, assieme a Maestrale, Oriani, Euro, Bersagliere e Fuciliere, al salvataggio dei 704 superstiti.
Il 21 novembre 1941 uscì in mare per scortare a Messina, insieme all'incrociatore leggero Garibaldi, ai cacciatorpediniere Vivaldi, da Noli, Granatiere, Fuciliere, Corazziere e Carabiniere ed alla torpediniera Perseo, l'incrociatore leggero Duca degli Abruzzi, gravemente danneggiato da aerosiluranti durante una missione di scorta indiretta a due convogli per la Libia.
Alle 17.40 del 13 dicembre salpò da Taranto insieme alle corazzate Littorio e Vittorio Veneto, ai tre cacciatorpediniere sezionari ed alle torpediniere Centauro e Clio (formazione poi rinforzata con l'invio dei cacciatorpediniere Vivaldi, Malocello, Da Recco, Da Noli e Zeno) fungere da forza di copertura dell'operazione «M 41» (tre convogli per la Libia composti da 6 mercantili, 5 cacciatorpediniere ed una torpediniera), che però fu funestata dagli attacchi sottomarini, che affondarono due trasporti (il Fabio Filzi ed il Carlo del Greco) e danneggiarono seriamente la corazzata Vittorio Veneto.
Il 16 dicembre fece parte, insieme alle corazzate Andrea Doria, Giulio Cesare e Littorio, agli incrociatori pesanti Trento e Gorizia ed ai cacciatorpediniere Granatiere, Maestrale, Fuciliere, Bersagliere, Corazziere, Carabiniere, Oriani, Gioberti ed Usodimare, della forza di appoggio all'operazione di convogliamento per la Libia «M 42» (due convogli composti in tutto dai mercantili Monginevro, Napoli, Ankara e Vettor Pisani scortati dai cacciatorpediniere Saetta, Da Recco, Vivaldi, Da Noli, Malocello, Pessagno e Zeno, entrambi partiti da Taranto e diretti a Bengasi – l’Ankara ed il Saetta – e Tripoli – le altre unità –); le navi giunsero indenni a destinazione il 18, mentre il gruppo d'appoggio prese parte ad un inconclusivo scontro con una formazione britannica che prese il nome di prima battaglia della Sirte, nella quale comunque l’Alpino non ebbe un particolare ruolo.
Alle 18.50 del 3 gennaio 1942 salpò da Taranto unitamente ai cacciatorpediniere Carabiniere, Geniere, Ascari, Pigafetta, Aviere, Da Noli e Camicia Nera, agli incrociatori pesanti Trento e Gorizia ed alle corazzate Littorio, Cesare e Doria per fornire scorta indiretta all'operazione «M 43» (tre convogli per la Libia con in mare complessivamente 6 mercantili, 6 cacciatorpediniere e 5 torpediniere): tutti i mercantili giunsero a destinazione il 5 gennaio ed alle 17 di quel giorno il gruppo «Littorio», Alpino compreso, rientrò a Taranto.
Il 22 gennaio fece parte – insieme agli incrociatori Attendolo, Duca degli Abruzzi e Montecuccoli ed ai cacciatorpediniere Bersagliere, Carabiniere e Fuciliere – della forza per l'appoggio ravvicinato all'operazione «T. 18» (un convoglio formato dal trasporto truppe Victoria – partito da Taranto – e dai cargo Ravello, Monviso, Monginevro e Vettor Pisani – salpati da Messina –, con un carico di 15.000 tonnellate di materiali, 97 carri armati, 271 automezzi, 1467 uomini e la scorta dei cacciatorpediniere Vivaldi, Malocello, Da Noli, Aviere, Geniere e Camicia Nera e delle torpediniere Orsa e Castore); il convoglio arrivò a Tripoli il 24, subendo però la perdita della Victoria, affondata da due attacchi di aerosiluranti.
Alle 18.30 del 21 febbraio 1942 salpò da Messina – insieme agli incrociatori Gorizia, Trento, Bande Nere ed ai cacciatorpediniere Oriani e Da Noli – per fornire scorta indiretta a due convogli (mercantili Monginevro, Ravello, Unione, Giordani, Lerici, Monviso; cacciatorpediniere Vivaldi, Malocello, Premuda, Strale, Pigafetta, Pessagno, Zeno, Scirocco, Maestrale; torpediniere Circe e Pallade) da Corfù e Messina per Tripoli, nell'ambito dell'operazione «K. 7».
All'una di notte del 22 marzo 1942, insieme al resto XIII Squadriglia Cacciatorpediniere (Bersagliere e Fuciliere, cui era stato temporaneamente aggregato anche il cacciatorpediniere Lanciere), lasciò Messina unitamente agli incrociatori Trento, Gorizia e Bande Nere. Congiuntasi con il resto della squadra navale italiana, la formazione partecipò quindi alla seconda battaglia della Sirte, nella quale l’Alpino non ebbe un ruolo di rilievo. Di ritorno da tale scontro, però, si sviluppò una violenta tempesta ed il Lanciere andò in avaria, rimanendo arretrato rispetto al resto della formazione alle 20:30 e dovendo rallentare e mettere alla cappa alle 23:15: l’Alpino fu inviato in suo soccorso, ma nella notte e con il maltempo non riuscì a trovarlo (il Lanciere affondò l'indomani alle 10.07, lasciando solo quindici sopravvissuti).
Nel corso del 1942 la nave fu sottoposta a lavori che videro l'eliminazione del pezzo illuminante e l'imbarco di 4 mitragliere da 20 mm e di un ecogoniometro.
Dal 2 luglio di quell'anno fu dislocato a Navarino insieme ai gemelli Bersagliere, Corazziere e Mitragliere ed agli incrociatori leggeri Garibaldi, Duca d’Aosta e Duca degli Abruzzi (che formavano l'VIII Divisione), permanendovi per quattro mesi: tale formazione sarebbe dovuta intervenire nel caso i convogli in navigazione nell'area centroorientale del Mar Mediterraneo venissero attaccati da navi partite dalle basi mediorientali britanniche, ma non ve ne fu mai la necessità.
Il 17 ottobre di 1942 fu inviato a rafforzare la scorta di un convoglio formato dalle motonavi Ankara e Monginevro scortate dai cacciatorpediniere Aviere, Geniere e Camicia Nera e dalle torpediniere Orsa ed Aretusa; verso la fine della navigazione il convoglio si divise: mentre le altre navi dirigevano per Bengasi, Alpino, Ankara, Orsa ed Aretusa raggiunsero Tobruk.
Nella notte tra il 18 ed il 19 aprile 1943 la nave si trovava ormeggiata nel porto della Spezia quando tale città fu sottoposta ad un devastante bombardamento a tappeto da parte di 170 velivoli del Bomber Command della Royal Air Force: verso l'una di notte del 19 l’Alpino fu centrato da vari spezzoni incendiari che appiccarono il fuoco ovunque, mentre dai serbatoi della nave, colpiti, il carburante in fiamme fuoriuscì e si sparse tutt'attorno allo scafo. Una bomba dirompente colpì infine i depositi munizioni e l’Alpino saltò in aria (una testimone affermò che la nave «si aprì come una riccia») e, persa la poppa, si posò sui bassifondali alle 2:35, con la morte di 44 uomini. Rimasero affioranti dalla superficie solo il fumaiolo e l'estremità superiore della sovrastruttura prodiera.
In memoria dei caduti della nave l'Associazione Nazionale Alpini ha provveduto alla messa in opera di un piccolo monumento.

### Comandanti
- Capitano di fregata Domenico Ermirio (nato a Genova il 20 gennaio 1898) (20 aprile 1939 - 1940)
- Capitano di fregata Giuseppe Marini di Buxalca (nato a Trapani il 28 aprile 1899) (10 giugno 1940 - 31 marzo 1941)
- Capitano di fregata Agostino Calosi (nato a Firenze il 26 dicembre 1902) (1 aprile 1941 - 1 gennaio 1942)
- Capitano di vascello Ferrante Capponi (nato a Firenze l'11 agosto 1898) (2 gennaio - 2 ottobre 1942)
- Capitano di vascello Candido Bigliardi (nato a Poviglio il 26 agosto 1899) (3 ottobre 1942 - 19 aprile 1943)